# Robert Nozick
Robert Nozick est un philosophe américain, professeur à Harvard, né le 16 novembre 1938 à Brooklyn (New York) et mort le 23 janvier 2002 dans la même ville.
Penseur libertarien et théoricien du minarchisme, il s’est fait connaître à la fin des années 1960 par des articles académiques consacrés à des questions de philosophie morale, en particulier celle de la coercition puis sur ses réflexions sur la liberté. Mais c’est surtout le livre Anarchie, État et utopie (1974) qui fait de Nozick l’un des auteurs américains les plus influents.

## Biographie
Robert Nozick est issu d'une famille juive. Son père est né dans un shtetl en Russie impériale.
Il fait ses études à Columbia au Sidney Morgenbesser, à Princeton (Ph.D. 1963), puis Oxford dans le Fulbright Scholar.
Professeur à l'université Harvard, ses articles sur la philosophie morale, en particulier celui sur la coercition, le rendent célèbre dès la fin des années 1960. Ses recherches portent sur des questions de liberté. En 1969, il publie un article sur le paradoxe de Newcomb. Cette publication se propose d'expliquer les différentes conceptions que manifeste le temps dans le cadre de la théorie des jeux. Cette publication provoque de nombreuses discussions parmi les universitaires aux États-Unis.
Il devient renommé pour son ouvrage Anarchie, État et utopie, où il prend notamment la défense d'un État minimal. En s'opposant aux théories élaborées par John Rawls, Nozick propose une nouvelle théorie « libertarienne » plus radicale que celle de John Rawls, autrement dit qui se veut à l'opposé d'une intervention redistributrice de l’État trop favorable aux démunis. Sa théorie n'écarte pas la dignité de la personne humaine développée par Kant et la pensée animaliste. Son statut d'universitaire lui a valu alors d'être considéré comme le principal théoricien du mouvement libertarien ; bien que celui-ci ait été initié par Murray Rothbard, comme Nozick le relate lui-même dans son ouvrage et quoiqu'il ait par la suite délaissé la philosophie politique, comme le signale Rothbard dans L'Éthique de la liberté.
Il est habituellement présenté comme l'opposant principal à John Rawls, son collègue à Harvard. C'est donc habituellement à Nozick que se réfèrent les adversaires des libertariens, oubliant ou méconnaissant les autres auteurs majeurs de ce mouvement[non neutre]. En particulier son ouvrage majeur Anarchie, État et utopie, publié en 1974, est considéré comme la réponse libertarienne à la Théorie de la justice de John Rawls, parue trois ans auparavant.
À la fin de sa vie, Nozick a nuancé les positions qu'il avait défendues dans Anarchie, État et utopie. En particulier, dans Méditations sur la vie, il a qualifié certaines de ses positions passées de « sérieusement inadéquates » (« seriously inadequate »). Cependant, dans un entretien réalisé le 26 juillet 2001, il se réaffirme comme libertarien. Il est enterré au cimetière de Mount Auburn à Cambridge au Massachusetts.

## Thèses philosophiques

### Philosophie politique
S'opposant à l'anarcho-capitalisme, Robert Nozick estime que l'État minimal est le seul État juste, puisque les plus étendus de ses pouvoirs peuvent être justifiés relativement au droit naturel de l'individu, et que celui-ci possède seul sa propre personne. C'est pourquoi il confronte le phénomène « État » au double impératif de la morale kantienne qui implique que personne ne puisse être considéré seulement comme un moyen.
Nozick a conçu la théorie de l'« habilitation » (entitlement), qui veut que toute personne doive être habilitée (entitled) à posséder des biens. Cette habilitation doit être conforme à l'un des trois grands principes libertariens :
1. La propriété de soi (self-ownership) : tout individu dispose d'un droit absolu sur sa personne, sur ses talents et les fruits de son travail. La seule restriction consiste à ne pouvoir renoncer à sa propre liberté.
2. Le principe originel d'acquisition : le titulaire initial d'un droit de propriété sur un objet est la personne qui en a revendiqué en premier la propriété. Ce principe peut éventuellement être tempéré par la clause lockéenne. Celle-ci exige que l'appropriation ne peut s'établir au détriment de personnes qui se trouveraient alors dans une situation pire que celle qu'elles connaîtraient dans un « état de nature », exempt de tout droit de propriété.
3. Le principe de juste circulation : il y a juste transfert du droit de propriété lorsque celui-ci est obtenu par transfert volontaire entre l'acquéreur et le propriétaire légitime, avec ou sans contrepartie.

Cependant, il s'ajoute un quatrième principe, soit le principe de juste réparation. Ce dernier énonce que dans le cas où les principes précédents n'ont pas été respectés, il doit y avoir juste réparation de la part du fautif envers les personnes qui ont été brimées, directement ou non.
Nozick s'oppose vigoureusement au principe de la redistribution obligatoire (et au principe de différence de John Rawls) car, en donnant à d'autres un droit sur soi, elle viole le droit de propriété. Reposant sur la coercition, elle viole en outre le principe de libre consentement et, passant par l'impôt (une spoliation pour Nozick), elle rétablit un travail forcé.

### Philosophie morale
Pour réfuter l'utilitarisme classique, Robert Nozick propose une expérience de pensée qui consiste en une machine sans défaut où l'on peut entrer et vivre diverses expériences que l'on désire sans pouvoir différencier la réalité de la machine. Nozick affirme que les gens n'y entreraient pas, puisqu'ils veulent faire des choses plutôt que d'avoir simplement l'expérience de les faire. Nozick rajoute que les gens veulent aussi être d'une certaine manière ou être un certain type de personne. Le non-désir d’entrer dans la machine démontre qu’il existe quelque chose par-delà l'expérience du bonheur. L'expérience de pensée de Nozick s'oppose donc directement au postulat de l’utilitarisme selon lequel le bonheur serait la chose que l’être humain désire le plus. C’est ici que l’exemple de Nozick prend tout son sens, car si cela était réellement le cas, l’être humain accepterait de vivre dans la machine, alors que selon Nozick, il le refuserait.

### Épistémologie
Il s'est également intéressé au paradoxe de Newcomb et à de nombreux secteurs de la connaissance, avec notamment la publication en 1981 de Philosophical Explanations (en).
À la suite du problème de Gettier, montrant l'insuffisance de la définition classique de la connaissance, Nozick propose une définition à la fois simple et nouvelle. Selon lui, connaître, c'est suivre à la trace. Par exemple, comment savons-nous que la lune brille ? Il suffit de remplir ces conditions : je crois qu'elle brille alors qu'elle brille, et si elle ne brillait pas, je ne croirais pas qu'elle brille. Ainsi, le sujet (S) sait p si et seulement si :
1. p est vrai ;
2. S croit p ;
3. Si p était faux, S ne croirait pas p ;
4. Si p était vrai, S croirait p.

Remarquons que l'énoncé (3) est contre-factuel, ou irréel, car il évoque des possibilités distinctes de la réalité présente.

## Publications
- Anarchie, État et utopie, Paris, PUF, 1974.
- Philosophical Explanations (en), 1981
- « Why Do Intellectuals Oppose Capitalism? », in The Future of Private Enterprise, 1986.
- The Nature of Rationality, 1993.
- Méditations sur la vie, Éditions Odile Jacob, 1995.
- Socratic Puzzles, 1997.
- Invariances, 2001.